# The Fallout (Crown the Empire)
The Fallout è l'album di debutto del gruppo musicale statunitense Crown the Empire, pubblicato il 19 novembre 2012 dalla Rise Records. Il 9 dicembre 2013 è stata pubblicata una versione deluxe, contenente, come tracce bonus, il loro EP d'esordio riarrangiato.

## Tracce
1. Oh, Catastrophe – 1:59
2. The Fallout – 3:56
3. Memories of a Broken Heart – 4:13
4. Makeshift Chemistry – 4:11
5. The One You Feed – 3:53
6. Menace – 4:28
7. Graveyard Souls – 3:22
8. Two's Too Many – 3:05
9. Evidence – 3:26
10. Children of Love – 3:04
11. Johnny's Revenge – 4:15

Tracce bonus nella ristampa deluxe del 2013
1. The Glass Elevator (Walls) – 2:59
2. Breaking Point – 4:34
3. Wake Me Up – 4:20
4. Johnny Ringo – 4:14
5. Voices – 3:19
6. Limitless – 4:21
7. Lead Me Out of the Dark – 3:18

## Formazione
- Andy "Leo" Velasquez – voce
- David Escamilla – voce
- Bennett "Suede" Vogelman – chitarra solista
- Brandon Hoover – chitarra ritmica
- Hayden Tree – basso
- Brent Taddie – batteria, percussioni
- Austin Duncan – tastiera

## Classifiche
| Classifica (2012)         | Posizione massima |
| ------------------------- | ----------------- |
| Stati Uniti (heatseekers) | 1                 |
| Stati Uniti (independent) | 37                |
| Stati Uniti (rock)        | 37                |
| Stati Uniti (hard rock)   | 7                 |